# فرودگاه دیلاین
فرودگاه دیلاین (به انگلیسی: Déline Airport) یک فرودگاه همگانی باربری با کد یاتا YWJ است که یک باند فرود شن دارد و طول باند آن ۱٬۱۹۹ متر است. این فرودگاه در کشور کانادا قرار دارد و در ارتفاع ۲۱۴ متری از سطح دریا واقع شده‌است.

## شرکت‌های هواپیمایی و مقصدهای پروازی
| شرکت‌های هواپیمایی | مقصدهای پروازی             |
| ----------------- | -------------------------- |
| نورث-رایت ایرویز  | نورمن ولز، یلونایف، تولیتا |

### باری
| شرکت‌های هواپیمایی | مقصدهای پروازی |
| ----------------- | -------------- |
| بافلو ایرویز      | یلونایف        |